# Verfassungswidrigkeit
Verfassungswidrigkeit ist die Unvereinbarkeit eines staatlichen Hoheitsakts mit der bestehenden Verfassung. Hoheitsakte in diesem Sinne sind Gesetze, Verwaltungsakte und gerichtliche Entscheidungen. Insbesondere bei Verletzung von Grundrechten ist die Verfassungswidrigkeit gegeben.
Sofern die Verfassungswidrigkeit im Rechtssystem eines Staates überprüfbar ist, wird sie zumeist von Gerichten festgestellt. Dabei unterscheidet sich die Praxis dieser Feststellung zwischen verschiedenen Staaten. In einigen politischen Systemen kann die Verfassungswidrigkeit nur von besonderen dazu errichteten Gerichten festgestellt werden, während in anderen diese Befugnisse allen Gerichten zustehen.
Das politische System des Vereinigten Königreichs kennt keine kodifizierte Verfassung, allerdings gelten Institutionen wie die Parlamentssouveränität oder die Magna Carta als beständig aufgefasst.
Zudem wird im deutschen Recht auch von der Verfassungswidrigkeit von Parteien gesprochen. Dieser Begriff ist inhaltlich verwandt, beschreibt aber den Umstand, dass die verfassungsfeindlichen Ziele einer politischen Partei mit ausreichender politischer Macht der besagten Partei einhergehen und daraus die ernsthafte Gefahr der Abschaffung der freiheitlichen demokratischen Grundordnung entsteht.

## Situation in Deutschland

### Rechtsnormen
In Deutschland stellt die Verfassungswidrigkeit von Gesetzen grundsätzlich das Bundesverfassungsgericht fest. Die betreffenden Entscheidungen des Bundesverfassungsgerichts haben ihrerseits Gesetzeskraft (§ 31 BVerfGG). Ein Gesetz ist verfassungswidrig, wenn es in formeller Hinsicht, das heißt gemäß den Voraussetzungen seines Zustandekommens, oder materiell und damit gemäß seinem Inhalt nicht mit der Verfassung zu vereinbaren ist. Nur Gesetze, die bereits vor Inkrafttreten des Grundgesetzes (GG) am 23. Mai 1949 existierten, dürfen auch von den einfachen Gerichten für verfassungswidrig erklärt werden. Gegen eine solche Entscheidung kann eine Verfassungsbeschwerde eingelegt werden mit dem Ziel, die Gesetzesnorm vom Bundesverfassungsgericht für verfassungsgemäß erklären zu lassen. Halten die Gerichte dagegen ein entscheidungserhebliches Gesetz, das nach Inkrafttreten des Grundgesetzes verabschiedet wurde, für verfassungswidrig, müssen sie die Frage dem Bundesverfassungsgericht zur konkreten Normenkontrolle vorlegen (Art. 100 GG). Das gilt auch für Gesetze, die nach dem Inkrafttreten des Grundgesetzes, aber vor Errichtung des Bundesverfassungsgerichtes Geltung erlangten. Landesgesetze müssen dem jeweiligen Landesverfassungsgericht vorgelegt werden. Existiert kein Landesverfassungsgericht (so bis Ende April 2008 in Schleswig-Holstein), so entscheidet das Bundesverfassungsgericht.
Weitere Normen wie Rechtsverordnungen oder Satzungen sowie Einzelakte der öffentlichen Gewalt (Verwaltungsakte, tatsächliches Handeln) können ebenfalls durch die einfachen Gerichte auf ihre Verfassungswidrigkeit überprüft werden. Da jedoch staatliche Handlungen immer unter dem Vorrang des Gesetzes stehen, das heißt mit den gesetzlichen Vorschriften übereinstimmen müssen, ist zumeist die einfachrechtliche Lage entscheidend. Wird mit Einzelakten oder Normen gegen einfaches höherrangiges Recht verstoßen, ist die Maßnahme rechtswidrig, jedoch noch nicht zwingend verfassungswidrig.
Der Deutsche Bundestag führt eine Liste der für verfassungswidrig erklärten Bundesgesetze.

### Parteien
Für ein Parteiverbot und die Feststellung der Verfassungswidrigkeit einer politischen Partei ist nach Art. 21 Abs. 2 GG das BVerfG ausschließlich zuständig (sogenanntes Parteienprivileg). 
Verfassungswidrig im Sinne des Art. 21 Abs. 2 GG ist eine Partei, wenn sie mit Gewalt gegen die freiheitlich-demokratische Grundordnung vorgeht oder Gewalt als Mittel propagiert. Im Urteil zum KPD-Verbot von 1956 heißt es: „Es muss vielmehr eine aktiv kämpferische, aggressive Haltung gegenüber der bestehenden Ordnung hinzukommen. Sie muss planvoll das Funktionieren dieser Ordnung beeinträchtigen, im weiteren Verlauf diese Ordnung selbst beseitigen wollen.“ Bloße Verfassungsfeindlichkeit reicht nicht aus.
Die Literatur spricht auch von verfassungswidrige[m] Verhalten.

## Situation in Österreich
In Österreich stellt grundsätzlich der Verfassungsgerichtshof die Verfassungswidrigkeit von Gesetzen fest – sowohl auf Bundes- als auch auf Landesebene. Sofern Verfassungswidrigkeit festgestellt wird, sind die Entscheidungen des Verfassungsgerichtshofs im Bundesgesetzblatt für die Republik Österreich (für Bundesgesetze) bzw. im jeweiligen Landesgesetzblatt (für Landesgesetze) kundzumachen. Die Aufhebung wird mit Ablauf des Tages der Kundmachung wirksam, sofern der Verfassungsgerichtshof keine andere Frist bestimmt; bis dahin sind alle an die ursprüngliche Fassung gebunden.
Die Überprüfung gehörig kundgemachter Gesetze auf ihre Verfassungswidrigkeit steht den übrigen Gerichten nicht zu (siehe Art. 89 Abs. 1 B-VG), sie können aber im Anlassfall beim Verfassungsgerichtshof die Überprüfung der von ihnen anzuwendenden Gesetze beantragen. Nicht gehörig kundgemachte Gesetze sind hingegen nicht anzuwenden.
Die Überprüfung von Rechtsverordnungen auf ihre Verfassungswidrigkeit oder selbst auf ihre Rechtswidrigkeit durch die einfachen Gerichte ist ebenfalls unzulässig. Doch auch hier besteht die Möglichkeit eines Überprüfungsantrags an den Verfassungsgerichtshof.

## Situation in der Schweiz
In der Schweiz gibt es auf Bundesebene kein Verfassungsgericht. Die Anfechtung von Akten der Bundesversammlung vor dem Bundesgericht wird durch die Bundesverfassung grundsätzlich ausgeschlossen. Darunter fallen die Bundesgesetze, Parlamentsverordnungen, Bundesbeschlüsse und auch die nicht in die Form eines Bundesbeschlusses gekleideten Einzelakte der Bundesversammlung oder ihrer Organe. Verordnungen des Bundesrates unterliegen dieser Einschränkung jedoch nicht. Das Bundesgericht muss Bundesgetze im Einzelfall zudem selbst dann anwenden, wenn sie verfassungswidrig sind. Bundesverordnungen können im Einzelfall vorfrageweise auf ihre Vereinbarkeit mit dem übergeordneten Recht überprüft und ihre Anwendung verweigert werden. Falls jedoch die Verletzung der Verfassung bereits in der Verfassungswidrigkeit des übergeordneten Bundesgesetzes gründet, ist die betreffende Verordnung trotz ihrer Verfassungswidrigkeit anzuwenden. Kantonale Rechtsnormen kann dagegen jedes Schweizer Gericht auf ihre Vereinbarkeit mit der Verfassung hin überprüfen. Die Schweiz kennt nach dem Gesagten nur eine beschränkte Verfassungsgerichtsbarkeit.

## Situation in den Vereinigten Staaten
In den Vereinigten Staaten wird die Verfassungswidrigkeit entweder vom Obersten Gerichtshof (United States Supreme Court) oder einem Verfassungsgericht eines Bundesstaates (State Supreme Court) festgestellt. Der Oberste Gerichtshof hat sowohl das Recht vom Kongress erlassene Bundesgesetze als auch Gesetze in den Bundesstaaten für verfassungswidrig zu erklären. Letzteres ist jedoch eher die Ausnahme. Regelfalls stellen die Verfassungsgerichte der Bundesstaaten die Verfassungswidrigkeit eines von den Parlamenten der Staaten beschlossenen Gesetzes fest. Der Supreme Court der USA hat in der Vergangenheit auch schon Executive Order des Präsidenten für verfassungswidrig erklärt.